# Doug Bereuter
Douglas Kent "Doug" Bereuter, född 6 oktober 1939 i York i Nebraska, är en amerikansk politiker (republikan).
Bereuter var ledamot av USA:s representanthus 1979–2004.
Bereuter efterträdde 1979 Charles Thone som kongressledamot. Han avgick 2004 och efterträddes i representanthuset av Jeff Fortenberry.